# 21539 Josefhlávka
21539 Josefhlávka è un asteroide della fascia principale. Scoperto nel 1998, presenta un'orbita caratterizzata da un semiasse maggiore pari a 3,1766803 UA e da un'eccentricità di 0,0327967, inclinata di 13,20986° rispetto all'eclittica.